# ПАС на зимових Олімпійських іграх 1960
Південно-Африканський Союз брав участь у Зимових Олімпійських іграх 1960 року в Скво-Веллі (США), вперше за свою історію, але не завоював жодної медалі. ПАС став першою африканської країною, що брала участь у зимових Іграх. Збірну країни представляли 3 жінки та один чоловік, що брали участь у змаганнях з фігурного катання.

## Фігурне катання
Спортсменів - 4
| Спортсмени                | Вид                     | Обов'язкова програма | Обов'язкова програма | Обов'язкова програма | Довільна програма | Довільна програма | Довільна програма | Всього    | Всього     | Всього |
| Спортсмени                | Вид                     | Сума очок            | Сума місць           | Місце                | Сума очок         | Сума місць        | Місце             | Сума очок | Сума місць | Місце  |
| ------------------------- | ----------------------- | -------------------- | -------------------- | -------------------- | ----------------- | ----------------- | ----------------- | --------- | ---------- | ------ |
| Пенні Сейдж               | Жіноче одиночне катання | 545,9                | 221                  | 24                   | 455,0             | 202               | 23                | 1000,9    | 210        | 23     |
| Пет Іствуд                | Жіноче одиночне катання | 582,4                | 205                  | 23                   | 388,4             | 227               | 25                | 970,8     | 219        | 24     |
| Гвін Джонс Марсель Метьюз | Парне катання           |                      |                      |                      | 63,6              | 85,5              | 13                | 63,6      | 85,5       | 13     |